# 1649

## Починали
- 31 януари – Чарлс I, английски крал